# Cypraea
Cypraea (em portuguêsː cipreia) é um gênero de moluscos gastrópodes marinhos do Indo-Pacífico, pertencente à família Cypraeidae da subclasse Caenogastropoda. Foi classificado por Carolus Linnaeus, em 1758, ao descrever sua primeira espécie, Cypraea tigris, em seu Systema Naturae; tornando-a sua espécie-tipo. Sua distribuição geográfica abrange o leste da África, entre o mar Vermelho e África do Sul, até a Polinésia. No passado, e até o século XX, este gênero abrangeu dezenas de outras espécies de búzios ou caramujos de sua família, ao redor do mundo, agora reduzidas, após estudos que incluem o sequenciamento de DNA, a apenas dois taxa.

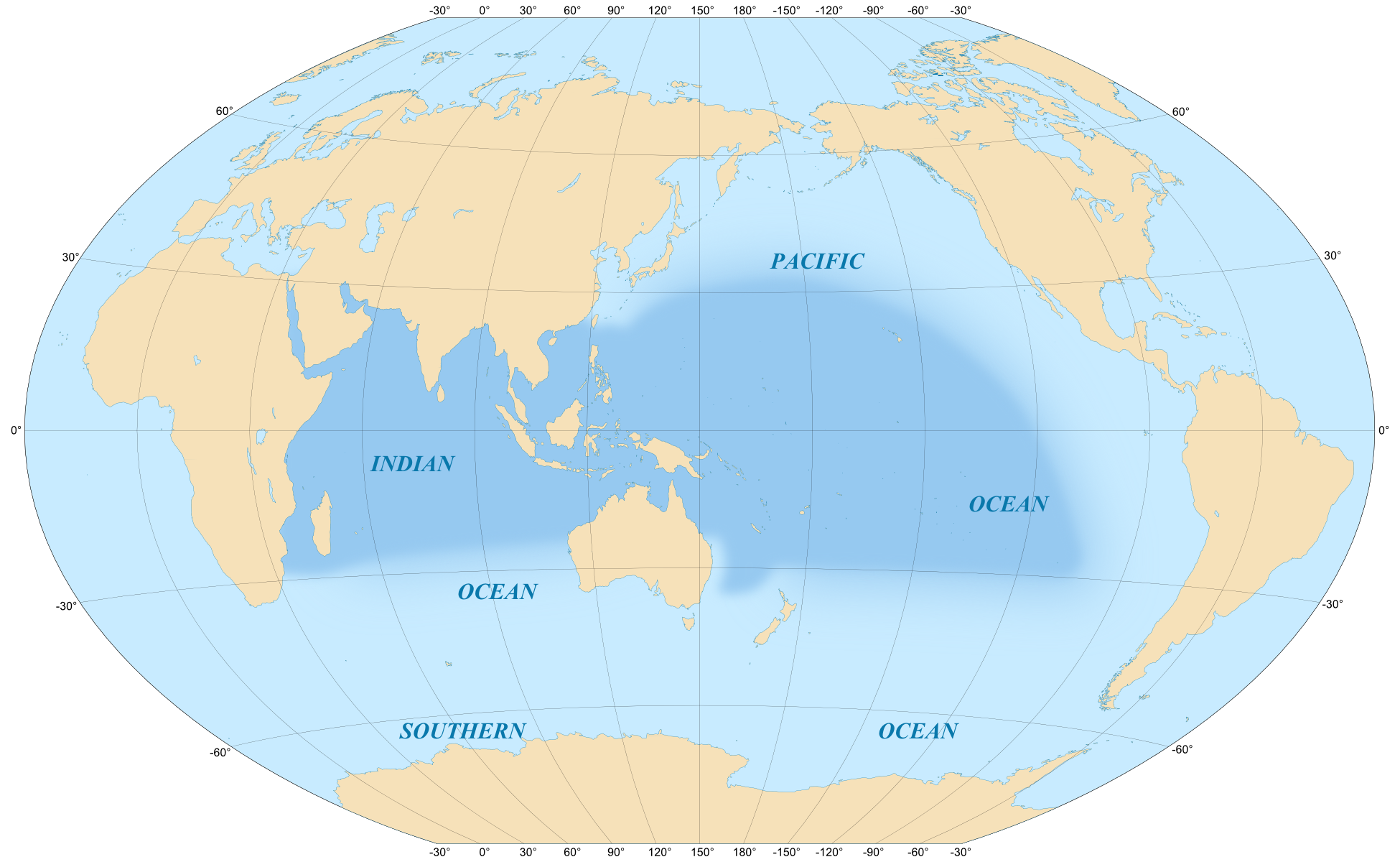
Espécies do gênero Cypraea têm como habitat as águas tropicais do Indo-Pacífico; Cypraea pantherina [Lightfoot], 1786 no mar Vermelho e golfo de Adem; Cypraea tigris Linnaeus, 1758 até a Austrália e Polinésia.

## Espécies deCypraea
- Cypraea tigris Linnaeus, 1758 - Espécie-tipo
- Cypraea pantherina [Lightfoot], 1786[1]

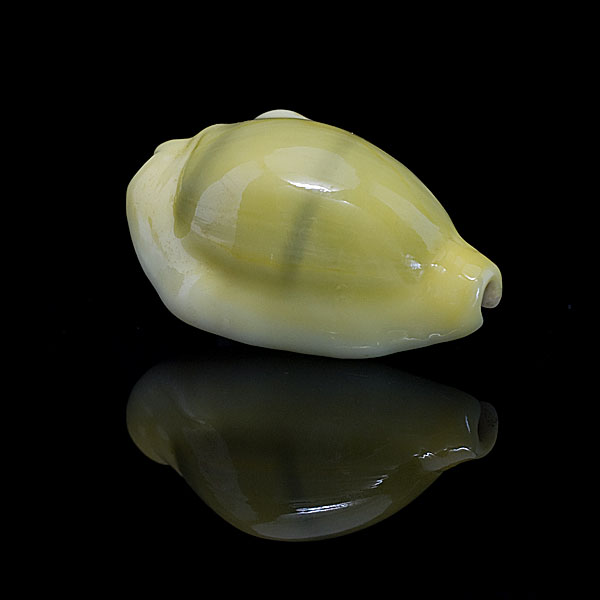
Fotografia de Monetaria moneta (Linnaeus, 1758̠) - ex Cypraea moneta. Diversos gêneros atuais de moluscos Cypraeidae fizeram parte do gênero Cypraea, no passado.[1][6] Esta espécie, nomeada cauri,[7] foi importante por seu uso como moeda na China, Índia e África, do período anterior a Cristo até o século XIX.